# پاگوو (استان اوپوله)
پاگوو (به لهستانی: Pągów) یک منطقهٔ مسکونی در لهستان است که در گمینا ویلکوو (استان اوپوله) واقع شده‌است.